# Anaperus peruvianus
Anaperus peruvianus is een zeekomkommer uit de familie Cucumariidae.
De wetenschappelijke naam van de soort werd in 1830 gepubliceerd door R.P. Lesson.